# あなたにあげる
「あなたにあげる」は、1974年7月25日に発売された西川峰子（現：仁支川峰子）のデビューシングル。

## 解説
オリコンチャートにおいて、1974年11月25日付で10位以内に初ランクイン（8位）、同年12月16日には週間1位を獲得。55.6万枚のセールスを記録し、オリコン100位以内にも35週間ランクインし、自身最大のヒット曲となった。ビクターの公称では95万枚。第5回日本歌謡大賞・放送音楽新人賞、第16回日本レコード大賞・新人賞、第2回FNS歌謡祭・最優秀ホープ賞（1974年下期）など数々の新人賞を受賞した。
オリコンチャートで1974年年間第95位、翌1975年年間第17位にそれぞれランクイン。1975年末の『第26回NHK紅白歌合戦』で、西川は念願の紅白初出場を果たした。

## エピソード
シンガーソングライターの岡林信康は友人の勧めで仕方なく同曲を聴き、当初は何も思わなかったものの耳について離れなくなった。この出来事をきっかけに自身のルーツは演歌であると気が付き、演歌のアルバム『うつし絵』を制作することになった。岡林は京都の過疎の村に住んでいたことから、同じく田舎出身の西川に親近感を抱き、演歌にのめり込んでいった。

## 収録曲
- 両楽曲共に、作詞：千家和也／編曲：藤田はじめ

### Side:A
1. あなたにあげる（3分43秒）
作曲：三木たかし

### Side:B
1. おとめ港（3分45秒）
作曲：岡千秋

## 収録作品
- GOLDEN☆BEST やまびこ演歌・西川峰子